# Trophée européen FIRA de rugby à XV 1982-1983
Navigation
Trophée européen FIRA 1981-1982 Trophée européen FIRA 1983-1984
Le Trophée européen FIRA 1982-1983 est une compétition qui réunit les nations de la FIRA–AER qui ne participent pas au Tournoi des Cinq Nations, mais en présence des équipes de France B, du Maroc et de la Tunisie.

## Équipes participantes
| Division A - Allemagne - France A - Italie - Maroc - Roumanie - Union soviétique | Division B - Espagne - Pays-Bas - Pologne - Portugal - Suède | Division C - Belgique - Suède - Suisse - Tchécoslovaquie - Yougoslavie |

## Division A

### Classement
| Rang | Pays             | J | V | N | D | Pm  | Pe  | Diff | Pts |
| ---- | ---------------- | - | - | - | - | --- | --- | ---- | --- |
| 1    | Roumanie         | 5 | 5 | 0 | 0 | 95  | 40  | +55  | 15  |
| 2    | Italie           | 5 | 3 | 1 | 1 | 60  | 35  | +25  | 12  |
| 3    | Union soviétique | 5 | 3 | 0 | 2 | 80  | 54  | +26  | 11  |
| 4    | France A         | 5 | 2 | 1 | 2 | 121 | 40  | +81  | 10  |
| 5    | Maroc            | 5 | 1 | 0 | 4 | 43  | 87  | -44  | 7   |
| 6    | Allemagne        | 5 | 0 | 0 | 5 | 37  | 180 | -143 | 5   |

|  | Vainqueur de la compétition (no 1). |
|  | Relégué en division B (no 6).       |

### Matchs joués
| 24 octobre 1982 | Union soviétique | 31 – 9 | Allemagne | Moscou |
| 24 octobre 1982 |                  |        |           | Moscou |
| 24 octobre 1982 |                  |        |           | Moscou |

| 31 octobre 1982 | Roumanie | 13 – 9 (3 - 6) | France B | Bucarest 9,000 spectateurs Arbitre : A. Hosie |
| 31 octobre 1982 |          |                |          | Bucarest 9,000 spectateurs Arbitre : A. Hosie |
| 31 octobre 1982 |          |                |          | Bucarest 9,000 spectateurs Arbitre : A. Hosie |

| 1er novembre 1982 | France B | 6 – 12 | Union soviétique | Mérignac |
| 1er novembre 1982 |          |        |                  | Mérignac |
| 1er novembre 1982 |          |        |                  | Mérignac |

| 7 novembre 1982 | Allemagne       | 3 – 23 (0 - 19) | Italie                                             | Hanovre Arbitre : Senssac |
| 7 novembre 1982 | Pénalité(s) : 1 |                 | Essai(s) : 4 Transformation(s) : 2 Pénalité(s) : 1 | Hanovre Arbitre : Senssac |
| 7 novembre 1982 |                 |                 |                                                    | Hanovre Arbitre : Senssac |

| 19 décembre 1982 | Maroc           | 3 – 13 (3 - 3) | Italie                                             | Casablanca Arbitre : Maurette |
| 19 décembre 1982 | Pénalité(s) : 1 |                | Essai(s) : 1 Transformation(s) : 1 Pénalité(s) : 3 | Casablanca Arbitre : Maurette |
| 19 décembre 1982 |                 |                |                                                    | Casablanca Arbitre : Maurette |

| 6 février 1983 | Italie                             | 6 – 6 (6 - 0) | France B                           | Rovigo Arbitre : Parfitt |
| 6 février 1983 | Essai(s) : 1 Transformation(s) : 1 |               | Essai(s) : 1 Transformation(s) : 1 | Rovigo Arbitre : Parfitt |
| 6 février 1983 |                                    |               |                                    | Rovigo Arbitre : Parfitt |

| 20 février 1983 | France B | 84 – 0 | Allemagne | Bourg-en-Bresse |
| 20 février 1983 |          |        |           | Bourg-en-Bresse |
| 20 février 1983 |          |        |           | Bourg-en-Bresse |

| 27 février 1983 | Maroc | 3 – 28 (0 - 12) | Roumanie | Casablanca 5,000 spectateurs Arbitre : G. Chevrier |
| 27 février 1983 |       |                 |          | Casablanca 5,000 spectateurs Arbitre : G. Chevrier |
| 27 février 1983 |       |                 |          | Casablanca 5,000 spectateurs Arbitre : G. Chevrier |

| 27 mars 1983 | Allemagne | 12 – 26 (0 - 4) | Roumanie | Heidelberg Arbitre : J. Matheu |
| 27 mars 1983 |           |                 |          | Heidelberg Arbitre : J. Matheu |
| 27 mars 1983 |           |                 |          | Heidelberg Arbitre : J. Matheu |

| 10 avril 1983 | Maroc | 9 – 16 | France B | Casablanca |
| 10 avril 1983 |       |        |          | Casablanca |
| 10 avril 1983 |       |        |          | Casablanca |

| 10 avril 1983 | Roumanie                     | 13 – 6 (6 - 3) | Italie                      | Buzău 2,000 spectateurs Arbitre : A. Welsby |
| 10 avril 1983 | Essai(s) : 1 Pénalité(s) : 3 |                | Pénalité(s) : 1 Drop(s) : 1 | Buzău 2,000 spectateurs Arbitre : A. Welsby |
| 10 avril 1983 |                              |                |                             | Buzău 2,000 spectateurs Arbitre : A. Welsby |

| 8 mai 1983 | Allemagne | 13 – 16 | Maroc | Heidelberg |
| 8 mai 1983 |           |         |       | Heidelberg |
| 8 mai 1983 |           |         |       | Heidelberg |

| 11 mai 1983 | Union soviétique | 17 – 12 | Maroc | Kiev |
| 11 mai 1983 |                  |         |       | Kiev |
| 11 mai 1983 |                  |         |       | Kiev |

| 15 mai 1983 | Union soviétique | 10 – 15 (3 - 7) | Roumanie | Kiev 7,000 spectateurs Arbitre : N. Camaduro |
| 15 mai 1983 |                  |                 |          | Kiev 7,000 spectateurs Arbitre : N. Camaduro |
| 15 mai 1983 |                  |                 |          | Kiev 7,000 spectateurs Arbitre : N. Camaduro |

| 22 mai 1983 | Italie                                                         | 12 – 10 (9 - 10) | Union soviétique             | Catane Arbitre : Ychè |
| 22 mai 1983 | Essai(s) : 1 Transformation(s) : 1 Pénalité(s) : 1 Drop(s) : 1 |                  | Essai(s) : 1 Pénalité(s) : 2 | Catane Arbitre : Ychè |
| 22 mai 1983 |                                                                |                  |                              | Catane Arbitre : Ychè |

## Division B

### Classement
| Rang | Pays     | J | V | N | D | Pm | Pe  | Diff | Pts |
| ---- | -------- | - | - | - | - | -- | --- | ---- | --- |
| 1    | Pologne  | 4 | 3 | 0 | 1 | 82 | 30  | +52  | 10  |
| 2    | Espagne  | 4 | 3 | 0 | 1 | 83 | 26  | +57  | 10  |
| 3    | Portugal | 4 | 2 | 0 | 2 | 38 | 46  | -8   | 8   |
| 4    | Pays-Bas | 4 | 2 | 0 | 2 | 38 | 58  | -20  | 8   |
| 5    | Suède    | 4 | 0 | 0 | 4 | 25 | 106 | -81  | 4   |

|  | Promu en division A (no 1).   |
|  | Relégué en division C (no 5). |

### Matchs joués
| 10 octobre 1982 | Pologne | 6 - 13 | Pays-Bas | Varsovie |
| 10 octobre 1982 |         |        |          | Varsovie |
| 10 octobre 1982 |         |        |          | Varsovie |

| 24 octobre 1982 | Pologne | 54 – 6 | Suède | Poznań |
| 24 octobre 1982 |         |        |       | Poznań |
| 24 octobre 1982 |         |        |       | Poznań |

| 6 novembre 1982 | Suède | 7 - 16 | Pays-Bas | Malmo |
| 6 novembre 1982 |       |        |          | Malmo |
| 6 novembre 1982 |       |        |          | Malmo |

| 13 mars 1983 | Pays-Bas | 3 - 32 | Espagne | Hilversum |
| 13 mars 1983 |          |        |         | Hilversum |
| 13 mars 1983 |          |        |         | Hilversum |

| 26 mars 1983 | Espagne | 25 – 4 | Portugal | Madrid |
| 26 mars 1983 |         |        |          | Madrid |
| 26 mars 1983 |         |        |          | Madrid |

| 10 avril 1983 | Pays-Bas | 6 - 13 | Portugal | Hilversum |
| 10 avril 1983 |          |        |          | Hilversum |
| 10 avril 1983 |          |        |          | Hilversum |

| 24 avril 1983 | Espagne | 7 - 16 | Pologne | Valence |
| 24 avril 1983 |         |        |         | Valence |
| 24 avril 1983 |         |        |         | Valence |

| 30 avril 1983 | Portugal | 4 - 6 | Pologne | Lisbonne |
| 30 avril 1983 |          |       |         | Lisbonne |
| 30 avril 1983 |          |       |         | Lisbonne |

| 8 mai 1983 | Suède | 3 - 19 | Espagne | Årstad |
| 8 mai 1983 |       |        |         | Årstad |
| 8 mai 1983 |       |        |         | Årstad |

| 21 mai 1983 | Portugal | 17 – 9 | Suède | Lisbonne |
| 21 mai 1983 |          |        |       | Lisbonne |
| 21 mai 1983 |          |        |       | Lisbonne |

## Division C

### Classement
| Rang | Pays            | J | V | N | D | Pm | Pe | Diff | Pts |
| ---- | --------------- | - | - | - | - | -- | -- | ---- | --- |
| 1    | Tchécoslovaquie | 4 | 4 | 0 | 0 | 67 | 31 | +36  | 12  |
| 2    | Tunisie         | 4 | 3 | 0 | 1 | 64 | 33 | +31  | 10  |
| 3    | Yougoslavie     | 4 | 2 | 0 | 2 | 73 | 80 | -7   | 8   |
| 4    | Belgique        | 4 | 1 | 0 | 3 | 44 | 65 | -21  | 6   |
| 5    | Suisse          | 4 | 0 | 0 | 4 | 37 | 76 | -39  | 4   |

|  | Promu en division B (no 1). |

### Matchs joués
| 22 octobre 1982 | Belgique | 12 - 13 | Tunisie | Bruxelles |
| 22 octobre 1982 |          |         |         | Bruxelles |
| 22 octobre 1982 |          |         |         | Bruxelles |

| 14 novembre 1982 | Tchécoslovaquie | 17 – 9 | Yougoslavie | Prague |
| 14 novembre 1982 |                 |        |             | Prague |
| 14 novembre 1982 |                 |        |             | Prague |

| 27 novembre 1982 | Belgique | 6 - 21 | Tchécoslovaquie | Bruxelles |
| 27 novembre 1982 |          |        |                 | Bruxelles |
| 27 novembre 1982 |          |        |                 | Bruxelles |

| 27 novembre 1982 | Yougoslavie | 36 - 19 | Suisse | Split |
| 27 novembre 1982 |             |         |        | Split |
| 27 novembre 1982 |             |         |        | Split |

| 12 décembre 1982 | Tunisie | 3 – 0 | Suisse | Tunis |
| 12 décembre 1982 |         |       |        | Tunis |
| 12 décembre 1982 |         |       |        | Tunis |

| 5 mars 1983 | Suisse | 9 - 23 | Belgique | Genève |
| 5 mars 1983 |        |        |          | Genève |
| 5 mars 1983 |        |        |          | Genève |

| 23 avril 1983 | Suisse | 9 - 14 | Tchécoslovaquie | Näfels |
| 23 avril 1983 |        |        |                 | Näfels |
| 23 avril 1983 |        |        |                 | Näfels |

| 30 avril 1983 | Yougoslavie | 23 - 3 | Belgique | Ljubljana |
| 30 avril 1983 |             |        |          | Ljubljana |
| 30 avril 1983 |             |        |          | Ljubljana |

| 7 mai 1983 | Tchécoslovaquie | 15 - 7 | Tunisie | Prague |
| 7 mai 1983 |                 |        |         | Prague |
| 7 mai 1983 |                 |        |         | Prague |

| 14 mai 1983 | Tunisie | 41 – 6 | Yougoslavie | Tunis |
| 14 mai 1983 |         |        |             | Tunis |
| 14 mai 1983 |         |        |             | Tunis |